# イラン航空の就航都市
ここではイラン航空の就航都市を示す。（2018年4月現在）

## イラン国内
- イラン
  - テヘラン（エマーム・ホメイニー国際空港・メヘラーバード国際空港）
  - アーバーダーン（アーバーダーン空港）
  - アフヴァーズ（アフヴァーズ空港）
  - アルダビール（アルダビール空港）
  - エスファハーン（シャヒード・ベヘシュティー空港）
  - オルーミーイェ（オルーミーイェ空港）
  - キーシュ島（キーシュ空港）
  - ゲシュム島（デイレスターン空港（en:Dayrestan Airport））
  - ケルマーン（ケルマーン空港（en:Kerman Airport））
  - ケルマーンシャー（ケルマーンシャー空港（en:Kermanshah Airport））
  - ザーヘダーン（ザーヘダーン空港（en:Zahedan Airport））
  - サーリー（ダシュテ・ナーズ空港（en:Dasht-e Naz Airport））
  - シーラーズ（シーラーズ国際空港）
  - タブリーズ（タブリーズ国際空港）
  - チャーバハール（en:Chabahar）（コナーラク空港（en:Konarak Airport））
  - バンダレ・アッバース（バンダレ・アッバース国際空港）
  - バンダレ・レンゲ（en:Bandar Lengeh）（バンダレ・レンゲ空港（en:Bandar Lengeh Airport））
  - ビールジャンド（ビールジャンド国際空港（en:Birjand International Airport））
  - ブーシェフル（ブーシェフル空港（en:Bushehr Airport））
  - ホッラマーバード（ホッラマーバード空港（en:Khorramabad Airport））
  - マシュハド（マシュハド国際空港）
  - ヤズド（シャーヒード・サードゥーギー空港（en:Shahid Sadooghi Airport））
  - ラール（ラーレスタン国際空港（en:Larestan International Airport））
  - ラシュト（ラシュト空港（en:Rasht Airport））

## 外国
- イギリス
  - ロンドン（ロンドン・ヒースロー空港）
- フランス
  - パリ（オルリー空港）
- イタリア
  - ローマ（フィウミチーノ空港）
  - ミラノ（ミラノ・マルペンサ国際空港）
- ドイツ
  - フランクフルト（フランクフルト空港）
  - ケルン（ケルン・ボン空港）
  - ハンブルク（ハンブルク国際空港）
- オランダ
  - アムステルダム（アムステルダム・スキポール空港）
- スウェーデン
  - ストックホルム（ストックホルム・アーランダ空港）
  - ヨーテボリ（ヨーテボリ・ランドヴェッテル空港（en:Göteborg Landvetter Airport））
- オーストリア
  - ウィーン（ウィーン国際空港）
- ロシア
  - モスクワ（シェレメーチエヴォ国際空港）
- セルビア
  - ベオグラード（ベオグラード・ニコラ・テスラ空港）
- トルコ
  - アンカラ（エセンボーア国際空港）
  - イスタンブール（イスタンブール空港）
- ジョージア
  - トビリシ（トビリシ国際空港）
- レバノン
  - ベイルート（ラフィク・ハリリ国際空港）
- アラブ首長国連邦
  - ドバイ（ドバイ国際空港）
- カタール
  - ドーハ（ドーハ国際空港）
- クウェート
  - クウェート（クウェート国際空港）
- インド
  - ムンバイ（チャットラパティー・シヴァージー国際空港）
- パキスタン
  - カラチ（ジンナー国際空港）

## 休廃止路線
- 日本
  - 成田（成田国際空港）新機材発注を受けて、北京経由で再就航予定。機材は未定。
  - 羽田（東京国際空港）1978年の成田開港による移転のため
- シンガポール
  - シンガポール
- ウズベキスタン
  - タシュケント（タシュケント国際空港）
- マレーシア
  - クアラルンプール（クアラルンプール国際空港）
- 中国
  - 北京（北京首都国際空港）
- アメリカ合衆国
  - ニューヨーク（ジョン・F・ケネディ国際空港）1979年イスラム革命により中止。現在でも国連関連の乗り入れがあるが、経済制裁解除が発表されたこともあって定期路線の再開が現在検討されている。

## 新規乗入れ計画路線
- アメリカ合衆国
  - ロサンゼルス(ロサンゼルス国際空港)1979年の革命以前に計画があったが白紙へ。2016年に再発表された。